# Ilha das Enxadas
Ilha das Enxadas är en ö i Brasilien. Den ligger i delstaten Rio de Janeiro, i den sydöstra delen av landet, 900 km sydost om huvudstaden Brasília.

## Historia
Det första omnämnandet av Enxada är från år 1619. Den portugisiske generalguvernören Rui Vaz Pinto att tillät då Karmelitorden att bygga klostret och kyrkan Carmo.
Den 18 augusti 1760 infördes en notis i en tidning att José dos Santos Rabelo fått tillstånd att bygga ett hus på Ilha das Enxadas.
I början av 1800-talet byggde kaptenen Philip Antonio Barbosa ett kapell, lagerbyggnad, bostadshus och en brygga. År 1808 överlät han ön till Prins João som lät bygga ett sjukhus för engelska sjömän. 1817 omvandlas sjukhuset till karantänssjukhus för två år. 1823 återlämnades ön till den förre ägaren Felipe Antonio Barboza.
År 1869 köpte staten ön efter beslut av kejsaren, Don Pedro II. Ett örlogsvarv byggdes med lagerbyggnader för brasilianska marinen. År 1883 byggdes den brasilianska sjökrigsskolan på Ilha das Enxadas. Den flyttades år 1938 till Ilha de Villegagnon.
Mellan 1916 och 1924 fanns också en skola för Marinflyget. Två hangarer och en ramp för sjöflygplan byggdes. År 1922 firades 100-årsminnet av Brasiliens självständighet. Det firades bland annat med att den portugisiske flygaren Sacadura Cabral bjöds in och flög runt Ilha das Enxadas. Cabral var den första som genomförde en flygning över södra Atlanten, från Afrika till Brasilien.
Efter andra världskrigets slut godkände regeringen två marina utbildningscentra, Almirante Waldenkolk på Ilha das Enxadas och Almirante Tamandaré i provinshuvudstaden Natal, Rio Grande do Norte.

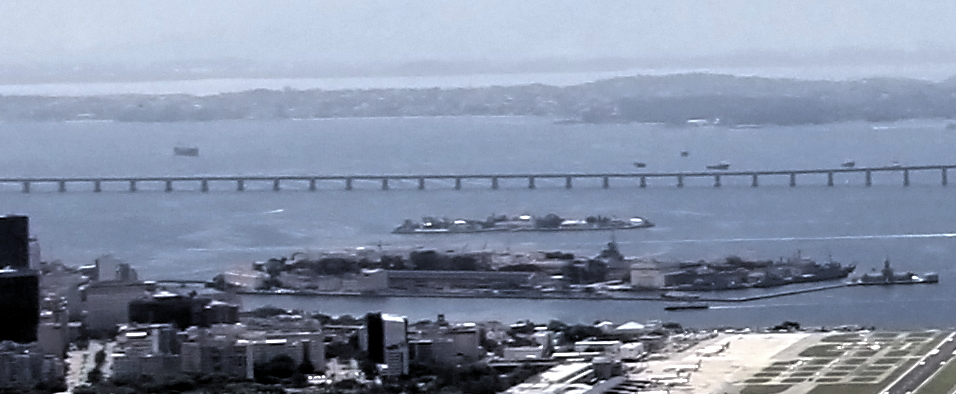
Ilha das Enxadas är ön närmast hitom bron till Niterói. I mitten Ilha das Cobras med Ilha Fiscal till höger. Rios centrum ligger till vänster, Santos Dumont-flygplatsen till höger.